# Marquesado de Miraflores
El marquesado de Miraflores es un título nobiliario español, de Castilla, que goza de grandeza de España desde 1819. Fue concesión del rey Fernando VII, por real despacho del 23 de agosto de 1817, en favor de Carlos Francisco de Paula de Pando y Álava Dávila, III conde de Villapaterna, señor de Villagarcía, del Pinar de Miraflores, de la casa de Pando en el valle de Carranza y del mayorazgo de Sancho Dávila en Ávila, regidor perpetuo de esta ciudad y alcalde constitucional de Madrid, caballero de la Orden de Carlos III y maestrante de Granada, mayordomo de semana de S.M. 
El mismo rey concedió al marquesado la grandeza de España, en cabeza del mismo beneficiario, por real decreto de 29 de diciembre de 1817 y real despacho de 25 de mayo de 1819.

## Desambiguación
El que estudiamos aquí es el tercer título nobiliario español que fue creado con la denominación de marqués de Miraflores. Los dos anteriores databan de 1697 y 1751.
El primer marquesado de Miraflores fue concedido por Carlos II el 24 de diciembre de 1697 en favor de Fernando de Angulo y Cárcamo, veinticuatro de Córdoba. Este señor casó con Francisca de Corral y Mesa pero murió sin descendencia y su título nunca fue sucedido, hallándose caducado en la actualidad.
Y casi setenta años antes de la creación del que tratamos aquí, el 16 de marzo de 1751, el rey Fernando VI creó un segundo marquesado de Miraflores en favor de Antonio Flores y de Vergara, residente en la provincia de Quito. Este título fue revocado en 1815, poco antes de que se creara el homónimo en favor de los Pando, de modo que uno y otro no coexistieron. Hasta que en 1984 el rey Juan Carlos I rehabilitó el de 1751 en favor de María del Pilar Salgado de Tovar. Y para evitar la confusión así surgida, el 25 de enero de 1985 se cambió la denominación del marquesado de 1751 por la de Miraflores de San Antonio, quedando la de Miraflores a secas para el de 1817.

## Denominación: el Pinar de Miraflores
Los dos primeros marqueses de Miraflores figuran en diversos documentos con el dictado de «señor de Villagarcía y del Pinar de Miraflores». Estos estados —que no constituían señorío jurisdiccional— eran dos dehesas que la familia poseía cerca de la ciudad de Ávila. Radicaban respectivamente en el término municipal de Muñana y en el de Vicolozano, hoy incorporado a la capital, y estaban vinculadas al mayorazgo de Sancho Dávila. En 1835 el Pinar de Miraflores figura como lugar despoblado en el nomenclátor de Pedro Sanz, y en 1872 como caserío de dehesa en la «reseña político-civil de la provincia» incluida en la Historia de Ávila de Juan Martín Carramolino. Este autor refiere que la casa del Pinar de Miraflores era por entonces «objeto de la más esmerada reparación» por parte del II marqués de Miraflores, y la describe como una «elevada casa almenada de piedra berroqueña situada en medio del monte». Heredó esta finca Alfonso Álvarez de Toledo y Cabeza de Vaca, XI marqués de Villanueva de Valdueza, nieto de la V marquesa de Miraflores. Este señor aportó la finca a la mercantil Arroyo Hondo, SL, mediante su escritura de constitución, otorgada el 12 de julio de 1976. En 2000, era Administrador Único de esta sociedad su hijo Alonso Álvarez de Toledo y Urquijo, actual marqués de Valdueza.

## Lista de titulares

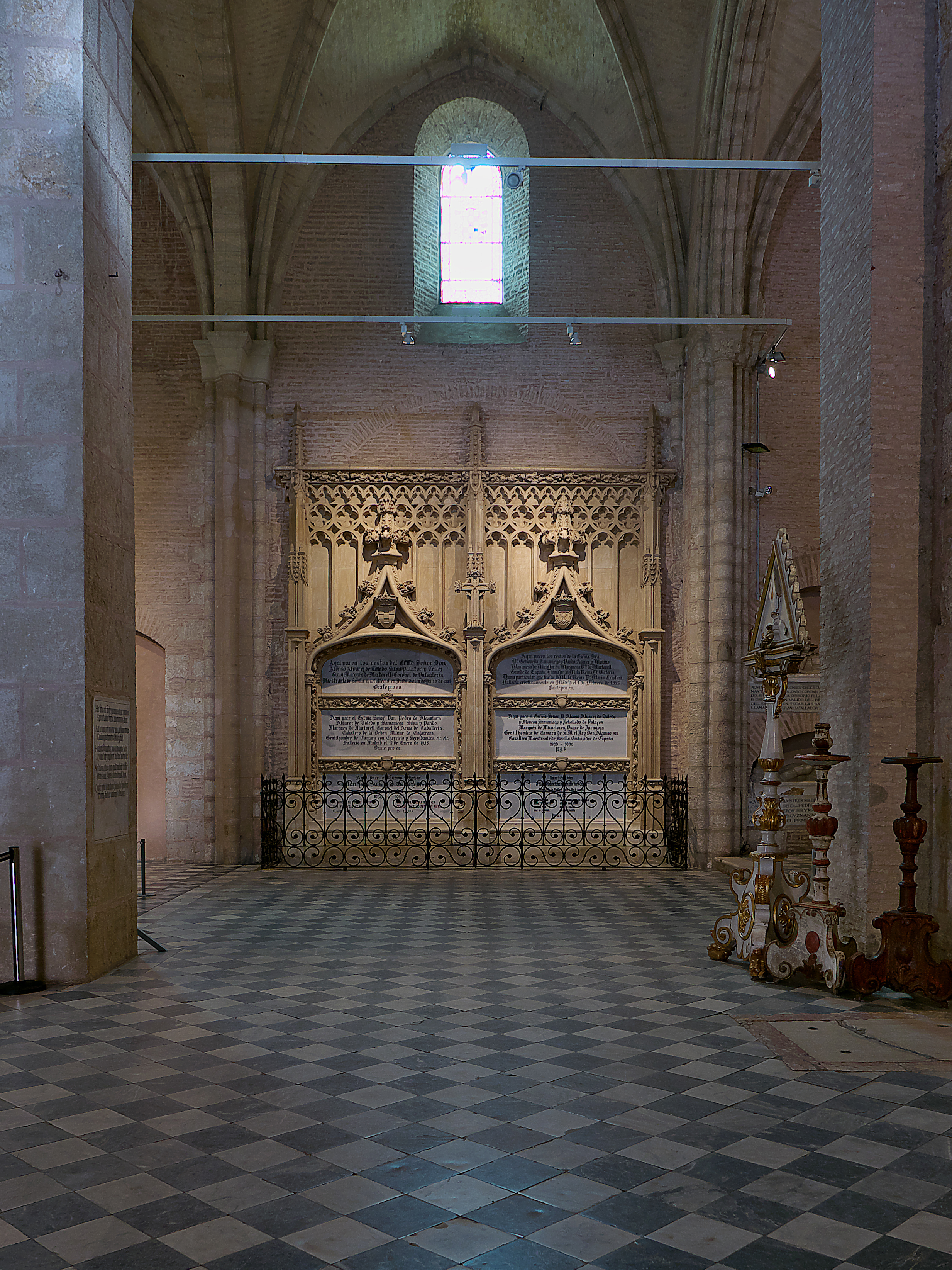
Sepulcros en el Monasterio de San Isidoro del Campo

|                                                   | Titular                                           | Periodo                                           |
| Marqueses de Miraflores Creación por Fernando VII | Marqueses de Miraflores Creación por Fernando VII | Marqueses de Miraflores Creación por Fernando VII |
| ------------------------------------------------- | ------------------------------------------------- | ------------------------------------------------- |
| I                                                 | Carlos Francisco de Paula de Pando y Álava Dávila | 1817-1830                                         |
| II                                                | Manuel María de Pando y Fernández de Pinedo       | 1830-1872                                         |
| III                                               | Carlota Ignacia de Pando y Moñino                 | 1872-1890                                         |
| IV                                                | Honorio de Samaniego y Pando                      | 1891-1917                                         |
| V                                                 | Genoveva Narcisa de Samaniego y Pando             | 1918-1926                                         |
| VI                                                | Manuel Álvarez de Toledo y Samaniego              | 1927-1932                                         |
| VII                                               | Alonso Cristiano Álvarez de Toledo y Mencos       | 1952-1990                                         |
| VIII                                              | Manuel Álvarez de Toledo y Mencos                 | 1991-hoy                                          |

## Historia genealógica

##### Primer marqués
Este título fue concedido en 1817 a favor de 
• Carlos Francisco de Paula de Pando y Álava Dávila (1764-1830), I marqués de Miraflores, III conde de Villapaterna, grande de España, «señor de Villagarcía y del Pinar de Miraflores», regidor perpetuo de Ávila, alcalde constitucional de Madrid, caballero de Carlos III y maestrante de Granada, mayordomo de semana de los reyes Carlos III, Carlos IV y Fernando VII.
Era dueño del palacio de su título sito en la madrileña carrera de San Jerónimo. Poseía un mayorazgo con asiento en Ávila, fundado por el maestre de campo Sancho Dávila y Daza, el Rayo de la guerra, al que estaban vinculados un regimiento de esta ciudad y las mencionadas dehesas de Villagarcía y el Pinar de Miraflores. Y heredó también otros dos palacios de los Pando, edificados por el primer conde de Villapaterna: el ya citado de Paterna, del que tomaba denominación dicho condado, y otro más suntuoso sito en el barrio de la Lama, parroquia de San Miguel de Ahedo, valle de Carranza y partido de Valmaseda, en las Encartaciones de Vizcaya. Su linaje era originario de la parroquia de San Juan de Pando en el mismo valle.
Nació en Madrid el 27 de diciembre de 1764 y fue bautizado el 1.º de enero de 1765. Era hijo y sucesor de Francisco de Paula de Pando y Pando, II conde de Villapaterna, que nació en Madrid el 28 de abril de 1740 y finó el 1.º de diciembre de 1799, y de Francisca de Asís de Álava y Dávila, nacida en Fuencarral (Madrid) el 2 de octubre de 1738 y fallecida el 11 de diciembre de 1801, que casaron en Madrid el 25 de septiembre de 1763. 
Casó en Madrid el 19 de julio de 1783, a los 19 de edad, con María de la Soledad Fernández de Pinedo y González de Quijano, natural de Madrid, hija de Ventura Antonio Fernández de Pinedo y Velasco, II marqués de Perales del Río, conde de Villanueva de Perales de Milla, caballero de Alcántara, gentilhombre de Cámara de S.M., natural de Sevilla, y de Micaela González de Quijano y Vizarrón, que casaron el 4 de enero de 1750.
Y contrajo segundas nupcias en Madrid el 20 de junio de 1827 con Rita de Zárate y Mequizo, fallecida el 11 de enero de 1833. Sin descendencia de este matrimonio.
De la primera tuvo por hijos a:
1. Francisco de Paula de Pando y Fernández de Pinedo, que combatió en la Guerra de la Independencia y murió mozo en Hellín de las heridas que recibió en la Batalla de Tudela (1808).[8][9]
2. María de la Concepción de Pando y Fernández de Pinedo, que nació el 13 de diciembre de 1788 y finó el 16 de julio de 1846. Casó el 1.º de octubre de 1806 con José María Messía del Barco y Garro, II duque de Tamames, grande de España, VII marqués de Campollano, hijo de Antonio María Messía y del Barco, VII marqués de Campollano, XXII señor y I duque de Tamames, y de Alfonsa de Garro y Arizcun, hermana del marqués de las Hormazas e hija a su vez de Ambrosio de Garro y Miqueltorena, caballero de Santiago, presidente del Tribunal de la Contaduría Mayor y tesorero del infante Don Luis, natural de Elizondo, y de María Josefa de Arizcun e Irigoyen, de los marqueses de Iturbieta. Con descendencia en que sigue la casa de Tamames.
3. Manuel María de Pando y Fernández de Pinedo, que sigue,
4. María del Pilar de Pando y Fernández de Pinedo, que nació en Madrid el 24 de abril de 1794 y falleció el 22 de mayo de 1852. Casó en Cádiz el 28 de abril de 1813 con Antonio Fernández Durán y Fernández de Pinedo, su primo carnal, marqués de Perales del Río y III de Tolosa, nacido en Aranjuez el 28 de abril de 1781 y fallecido el 21 de julio de 1831, hijo de Miguel Fernández Durán y Pinedo, II marqués de Tolosa, caballero de Calatrava, y de María de la Concepción Fernández de Pinedo y González de Quijano, III marquesa de Perales del Río, condesa de Villanueva de Perales de Milla, hermana mayor y entera de Soledad. Con sucesión en que siguen estos títulos.
5. Y Carlos de Pando y Fernández de Pinedo, que nació el 20 de agosto de 1795 y murió niño el 30 de diciembre de 1807.

Segundo marqués
Por muerte del concesionario en 1830 y real carta de 16 de junio de 1848, sucedió su hijo
• Manuel María de Pando y Fernández de Pinedo (1792-1872), II marqués de Miraflores, grande de España, IV conde de Villapaterna, ministro de Estado, presidente del Consejo de Ministros y del Senado, embajador de S.M.C. en París y Londres y ante la Santa Sede, gobernador de Palacio, caballero del Toisón de Oro, gran cruz de Carlos III, de la Legión de Honor francesa y de la Orden de Cristo portuguesa, maestrante de Valencia, académico de número de la Real de la Historia. Nació en su palacio madrileño el 22 de diciembre de 1792, fue bautizado al día siguiente en la parroquial de San Sebastián, y falleció viudo en Madrid el 20 de febrero de 1872, a los 79 de su edad.
Casó con María Vicenta Moñino y Pontejos, II condesa de Floridablanca, grande de España, V marquesa de Casa Pontejos y IX condesa de la Ventosa, dama de la reina Isabel II y de la Orden de María Luisa, presidenta de la Junta de Damas de Honor y Mérito de Madrid. Nació esta señora en Hellín el 24 de abril de 1795, y falleció en Madrid el 14 de febrero de 1867, a los 72 de edad, en el palacio de Miraflores. Era hija de Francisco Moñino y Redondo, embajador de S.M.C. y presidente del Consejo de Indias, caballero gran cruz de Carlos III, hermano e inmediato sucesor del I conde de Floridablanca, y de María Ana de Pontejos y Sandoval, IV marquesa de Casa Pontejos y VIII condesa de la Ventosa, que casaron en 1787 en primeras nupcias de ella. Durante muchos años, y bajo la representación legal de su marido, Vicenta Moñino litigó sobre la incompatibilidad del título de Floridablanca con los mayorazgos de Pontejos y la Ventosa, y finalmente renunció a aquel condado en favor de su sobrino José María de Castillejo y Moñino, que sacó carta en 1863.
Fueron sus hijos:
1. Carlota Ignacia María de Pando y Moñino, que sigue,
2. Manuel de Pando y Moñino, que nació primogénito el 1.º de enero de 1817[8] y murió niño,
3. Miguel de Pando y Moñino, nacido en 1818 y que también murió niño,
4. y María de la Soledad de Pando y Moñino, que nació el 20 de abril de 1819 y recibió el bautismo en San Sebastián, siendo madrina la marquesa de Casa Pontejos, su abuela materna. También debió de morir niña, pues al testar su madre nombraba por hija única y heredera a Carlota.

Tercera marquesa
Por real carta de 18 de julio de 1872, sucedió su hija
• Carlota Ignacia de Pando y Moñino (Carolina, 1815-1890), III marquesa de Miraflores y VI de Casa Pontejos, grande de España, dama de la Reina Isabel II y de la Orden de María Luisa, promotora de numerosas obras de beneficencia. Nació en Madrid el 31 de julio de 1815; fue bautizada en la parroquial de San Sebastián, apadrinada por Carlos de Pando, su abuelo, marqués de Miraflores, y murió el 28 de diciembre de 1890.
Casó en su parroquia natal el 26 de marzo de 1832, siendo ambos muy jóvenes, con Manuel de Samaniego y Asprer, IX vizconde de la Armería, agregado a las embajadas de S.M.C. en Inglaterra y Francia, caballero de la Orden de Calatrava y de la Civil Española de San Juan de Jerusalén, nacido el 5 de septiembre de 1813 en Madrid, donde murió el 21 de agosto de 1853. Hijo segundo de Joaquín Félix de Samaniego Urbina Pizarro y Velandia, IV marqués de Valverde de la Sierra, VII de Caracena del Valle, V de Monte Real, IX de Villabenázar y VII de Tejada de San Llorente, II conde de Casa Trejo, VIII vizconde de la Armería, grande de España, consejero de Estado, gentilhombre y mayordomo mayor de los reyes Fernando VII e Isabel II, académico de las Reales de Ciencias Naturales y de Bellas Artes de San Carlos y San Luis, caballero del Toisón de Oro, gran cruz de Carlos III y maestrante de Valencia, natural de Madrid, y el mayor de los habidos de Narcisa María de Asprer y de la Canal, su segunda mujer, dama de la reina Isabel II y camarera mayor de la reina viuda, nacida en Puigcerdá.
Fueron padres de
1. Honorio de Samaniego y Pando, que sigue, y de
2. Genoveva Narcisa de Samaniego y Pando, que seguirá.

Cuarto marqués
Por real carta de 14 de diciembre de 1891, sucedió su hijo
• Honorio de Samaniego y Pando (1833-1917), IV marqués de Miraflores, grande de España, VI conde de Villapaterna, X vizconde de la Armería, diputado a Cortes, senador por derecho propio, caballero del Toisón de Oro, grandes cruces de Carlos III e Isabel la Católica, y maestrante de Valencia, primer montero del rey Alfonso XIII y su gentilhombre de Cámara con ejercicio y servidumbre. Nació en su palacio madrileño el 5 de septiembre de 1833; fue bautizado el 8 en San Sebastián, apadrinado por el marqués de Miraflores, su abuelo materno, y falleció el 20 de abril de 1917.
Casó el 23 de marzo de 1862 con Filomena Fernández de Henestrosa y Santisteban, dama de las reinas Mercedes, Cristina y Victoria Eugenia, y de la Orden de María Luisa, hija de Diego Fernández de Henestrosa y Montenegro, natural de Fuente Obejuna (Córdoba), y de María de los Dolores de Santisteban y Horcasitas, VII marquesa de Villadarias y IV de la Vera, grande de España, VIII condesa de Moriana del Río y VIII princesa de Santo Mauro de Nápoles. Honorio murió sin descendencia en 1917 y el marquesado de Miraflores pasó a su hermana Genoveva, que sigue; el condado de Villapaterna, a su sobrino Manuel Álvarez de Toledo y Samaniego, que seguirá, y el vizcondado de la Armería, a su sobrino nieto Mariano Álvarez de Toledo y Cabeza de Vaca.
Quinta marquesa
Por real carta de 10 de septiembre de 1918, sucedió su hermana
• Genoveva Narcisa de Samaniego y Pando (1841-1926), V marquesa de Miraflores y VII de Casa Pontejos, dos veces grande de España, X condesa de la Ventosa (de 1867 a 1912), dama de las reinas María Cristina y Victoria Eugenia y de la Orden de María Luisa, y presidenta de la Junta de Damas de Honor y Mérito de Madrid. Nació en París —donde el marqués de Miraflores, su abuelo materno, era embajador ante el rey Luis Felipe—, fue bautizada en la parroquial de San Felipe de Roule el 3 de enero de 1841, y falleció el 21 de enero de 1926.
Casó con real licencia en Madrid el 2 de julio de 1866, en la parroquial de San Sebastián, con Alonso Tomás Álvarez de Toledo y Silva, X marqués de Martorell, coronel de Infantería, maestrante de Sevilla, natural de Nápoles, que fue bautizado en Santa María de las Nieves el 25 de junio de 1835 y expiró en Madrid el 11 de julio de 1895. Hijo segundo de Pedro de Alcántara Álvarez de Toledo y Palafox, XVII duque de Medina Sidonia, XI de Fernandina, XIII marqués de Villafranca del Bierzo, XIII de los Vélez, cuatro veces grande de España, XV marqués de Cazaza en África, XII de Molina, IX de Martorell y VIII de Villanueva de Valdueza y XXV conde de Niebla, que fue embajador en San Petersburgo del rey carlista Carlos V, y después —pasado al servicio de Isabel II— senador del Reino, ministro de Marina, gentilhombre y caballerizo mayor de la reina, gran cruz de Carlos III y teniente hermano mayor de la Real Maestranza de Sevilla, y de María del Pilar de Silva Bazán y Téllez-Girón, su mujer, de los marqueses de Santa Cruz. 
Tuvieron cinco hijos varones:
1. Pedro de Alcántara Álvarez de Toledo y Samaniego, primogénito, XI marqués de Martorell, coronel de Caballería de Húsares de la Princesa, caballero de Calatrava,[44] gentilhombre de Cámara de Alfonso XIII con ejercicio y servidumbre, que nació en Murcia el 27 de octubre de 1867 y falleció el 17 de enero de 1925,[45] antes que su madre. Fue un destacado jinete y criador de caballos, fundador de la Real Sociedad Hípica Española,[46] secretario de la Sociedad de Fomento de la Cría Caballar de España[47] y jefe del equipo español de equitación en las Olimpiadas de París (1924).[48] La cuadra que poseía —en asociación con Valentín Menéndez y San Juan, conde de la Cimera— ganó los más importantes premios hípicos en el primer cuarto del siglo XX.[49] Casó tardíamente en Madrid el 25 de mayo de 1922 con María del Pilar Caro y Széchenyi, en terceras nupcias de ella. Era dama de la reina Victoria Eugenia, de la Orden de María Luisa y de la Junta de Damas de Honor y Mérito de Madrid;[50] había estado antes casada con José María Guillamas y Piñeyro, X marqués de San Felices de Aragón, y con Carlos Martínez de Irujo y del Alcázar, IX duque de Sotomayor, y tenía prole de ambos, pero no la hubo de este matrimonio. Nacida en Palma de Mallorca el 26 de febrero de 1864 y finada en Madrid el 28 de diciembre de 1931, era hija de Pedro Caro y Álvarez de Toledo, V marqués de la Romana, grande de España, y de Isabel Széchenyi y Zichy, de noble ascendencia húngara.
2. Manuel Álvarez de Toledo y Samaniego, que sigue,
3. Ildefonso o Alonso Álvarez de Toledo y Samaniego, X marqués de Villanueva de Valdueza, caballero de Calatrava,[51] primer montero del rey Alfonso XIII,[52] natural de Madrid, que fue bautizado en San Sebastián el 18 de mayo de 1870 y murió asesinado en Paracuellos de Jarama en noviembre de 1936 (junto con su hijo el vizconde de la Armería y su sobrino el marqués de Navarrés). Casó con María de la Paz Cabeza de Vaca y Fernández de Córdoba, presidenta de la Junta de Damas de Honor y Mérito de Madrid,[53] natural de esta villa y bautizada en San José el 30 de diciembre de 1872, hija de Mariano Cabeza de Vaca y Morales, V marqués de Portago, grande de España, IX conde de Catres, y de Francisca de Borja Fernández de Córdoba y Bernaldo de Quirós, de los condes de Sástago. Con descendencia en que siguen el marquesado de Valdueza y el vizcondado de la Armería.
4. Honorio Álvarez de Toledo y Samaniego, nacido en 1873.
5. Y José María Álvarez de Toledo y Samaniego, XI conde de la Ventosa, general de Caballería,[54] grandes cruces de San Hermenegildo y del Mérito Militar, que nació el 17 de mayo de 1881 en Madrid, donde finó el 30 de agosto de 1950. Notable fotógrafo aficionado, presidente de la Real Sociedad Fotográfica de Madrid.[55] Casó dos veces: primera en Madrid el 19 de marzo de 1912 con María del Pilar Frígola y Muguiro, sin sucesión, hija de Carlos Frígola y Palavicino, barón del Castillo de Chirel, y de María del Patrocinio de Muguiro y Finat, de los condes de Muguiro. Y segunda vez casó el 5 de mayo de 1916 con María de las Mercedes Mencos y Bernaldo de Quirós, también de la Junta de Damas de Honor y Mérito,[56] nacida en Pamplona el 30 de abril de 1885, hija de Joaquín María de Mencos y Ezpeleta, IX conde de Guenduláin, grande de España, y de María de la Fuencisla Bernaldo de Quiros y Muñoz, su segunda mujer, I marquesa de Eslava, también con grandeza (hija de los marqueses de Campo Sagrado y nieta materna de la Reina Gobernadora). De la segunda tuvo descendencia en que sigue el condado de la Ventosa.

Sexto marqués
Por real carta de 7 de marzo de 1927, sucedió su hijo
• Manuel Álvarez de Toledo y Samaniego (1868-1932), VI marqués de Miraflores y VIII de Casa Pontejos, dos veces grande de España, VII conde de Villapaterna, licenciado in utroque jure, diplomático de carrera, consejero de Estado, presidente de la Cruz Roja Española, secretario de la Diputación de la Grandeza de España, consejero de la Caja de Ahorros y Monte de Piedad de Madrid, caballero Gran Cruz de Isabel la Católica y maestrante de Sevilla, gentilhombre de Cámara del rey Alfonso XIII con ejercicio y servidumbre, jefe de la Casa de los infantes Doña María Teresa y Don Fernando. Nació en París el 19 de noviembre de 1868 y falleció en San Sebastián el 29 de julio de 1932, a los 63 de edad.
Casó primera vez en Pamplona, el 26 de febrero de 1896, con María de la Blanca Mencos y Rebolledo de Palafox, XI condesa de Eril y XI de los Arcos, dos veces grande de España, XV marquesa de Navarrés y X de San Felices de Aragón. Nacida el 19 de octubre de 1873, era medio hermana de la mujer de José María, e hija de Joaquín María de Mencos y Ezpeleta, IX conde de Guenduláin y del Vado, grande de España, marqués de la Real Defensa y barón de Bigüezal, caballero de la Orden de Malta, maestrante de Zaragoza y collar de Carlos III, académico de la Real de San Fernando, senador del Reino por derecho propio, gentilhombre de Cámara de S.M. con ejercicio y servidumbre, y de María del Pilar Rebolledo de Palafox y Guzmán, su primera mujer, de los condes de los Arcos y marqueses de Lazán.
Y contrajo segundas nupcias en 1918 con María del Rosario Mencos y Sanjuán, prima carnal de su primera mujer, que estaba viuda de Pedro de León y Manjón, VI marqués del Valle de la Reina. Esta señora fue dama de la reina Victoria Eugenia y de la Junta de Damas de Honor y Mérito de Madrid. Falleció en Burgos el 24 de octubre de 1934, siendo viuda por segunda vez, y fue enterrada en Hernani. Era hija de Alberto de Mencos y Ezpeleta, VII conde del Fresno de la Fuente, maestrante de Sevilla, hermano del IX conde de Guenduláin, y de María de los Ángeles de Sanjuán y Garvey, de los marqueses de San Juan, que en segundas nupcias casó con el conde de Benamejí y de las Cuevas del Becerro. No tuvieron prole.
Del primer matrimonio nacieron:
1. Alonso Cristiano Álvarez de Toledo y Mencos, que sigue
2. María del Pilar Álvarez de Toledo y Mencos, nacida el 25 de marzo de 1898 en Madrid, donde falleció soltera el 24 de septiembre de 1970.
3. Sor María Antonia Álvarez de Toledo y Mencos, religiosa del Sagrado Corazón, nacida en Madrid el 26 de mayo de 1899.
4. Manuel Álvarez de Toledo y Mencos, XVI marqués de Navarrés, maestrante de Sevilla,[68] que nació en Madrid el 26 de junio de 1900 y murió asesinado en Paracuellos de Jarama el 9 de noviembre de 1936. Casó en Bañeras (Tarragona) el 7 de octubre de 1929 con María Inmaculada Morenés y Carvajal, nacida el 7 de junio de 1907 en Madrid, donde finó el 18 de abril de 1943, hija de Ramón María Morenés y García-Alessón, conde del Asalto y de la Peña del Moro, grande de España, barón de las Cuatro Torres, caballero maestrante de Zaragoza y del Cuerpo de la Nobleza de Cataluña, gentilhombre de Cámara de Alfonso XIII con ejercicio y servidumbre, y de María Inmaculada de Carvajal y Hurtado de Mendoza, de los marqueses de Aguilafuente, dama de la Orden de María Luisa y de la citada Real Maestranza. Con sucesión en que sigue el marquesado de Navarrés.
5. Joaquín Álvarez de Toledo y Mencos, XII marqués de Martorell, que nació en San Sebastián el 10 de julio de 1901 y finó en Madrid el 25 de noviembre de 1991. Casó con María Teresa Merry del Val y García-Zapata, fallecida en Madrid el 5 de febrero de 1996, hija de Pedro Merry del Val y Zulueta, ingeniero que nació en Londres en 1867 y falleció en Tánger en 1958, y de Dolores García Zapata, su mujer. Era sobrina carnal del cardenal Rafael Merry del Val, secretario de Estado de la Santa Sede con el Papa san Pío X, y de Alfonso Merry del Val y Zulueta, I marqués de Merry del Val, embajador de España en Londres, y nieta de otro Rafael Merry del Val, embajador en Bélgica y ante la Santa Sede y ministro plenipotenciario en la corte imperial de Viena, caballero de Malta, en posesión de numerosas condecoraciones y gentilhombre de Cámara de S.M., natural de Sevilla, y de Sofía de Zulueta y Wilcox, que lo era de Londres, de los condes de Torre Díaz. Con prole en que sigue el marquesado de Martorell.
6. Carlos José Mariano del Pilar Ignacio Álvarez de Toledo y Mencos, gemelo del anterior, que murió niño.
7. José Ignacio Álvarez de Toledo y Mencos, VII conde de Villapaterna, coronel de Infantería, que nació en San Sebastián el 2 de octubre de 1902. Casó en Málaga el 10 de noviembre de 1928, en la parroquial de la Santa Cruz y San Felipe Neri, con Julia Gross y Loring, V marquesa de Casa Loring, fallecida en dicha ciudad el 13 de marzo de 1994, hija de Ricardo Gross y Orueta y de Julia Loring y Heredia, III marquesa, naturales los tres de Málaga. Con sucesión en que siguen ambos títulos.
8. Luis Álvarez de Toledo y Mencos, que nació el 6 de octubre de 1904 y murió de tierna edad el 19 de agosto de 1910.
9. Genoveva Álvarez de Toledo y Mencos, nacida en San Sebastián el 12 de octubre de 1905, que murió niña el 28 de marzo de 1907.
10. Sor María Teresa Álvarez de Toledo y Mencos, religiosa del Sagrado Corazón, que nació en Madrid el 9 de febrero de 1907 y expiró el 20 de enero de 1992.
11. Lorenzo Álvarez de Toledo y Mencos, general de Caballería,[69] que nació en San Sebastián el 10 de julio de 1908 y murió en 2001. Fue VII marqués de Villabenázar por rehabilitación en 1983 pero al final de su vida fue desposeído del título en favor de Manuel Vázquez de Parga y Rojí, marqués de Valverde de la Sierra.[70] Casó en Fuenterrabía el 30 de octubre de 1931 con María de Liniers y Pidal, que falleció viuda el 22 de febrero de 2002,[71] hija de Tomás de Liniers y Muguiro, de los condes de Liniers, y de María del Amparo Pidal y Bernaldo de Quirós. Con prole.
12. Enrique Álvarez de Toledo y Mencos, nacido en San Sebastián el 10 de agosto de 1909.
13. Y Francisco Javier Álvarez de Toledo y Mencos, nacido el 3 de abril de 1911 en Madrid, donde murió el 14 de abril de 1994.

Séptimo marqués
Por carta de 9 de mayo de 1952, sucedió su hijo
• Alonso Cristiano Álvarez de Toledo y Mencos (1896-1990), IV duque de Zaragoza, VII marqués de Miraflores y IX de Casa Pontejos, XII conde de Eril y XII de los Arcos, cinco veces grande de España, XI marqués de San Felices de Aragón y VIII de Lazán, maestrante de Sevilla embajador de España de carrera. Se cubrió ante el rey Alfonso XIII el 10 de marzo de 1917, y fue su gentilhombre de Cámara con ejercicio y servidumbre. Algunos de dichos títulos los distribuyó en vida entre sus hijos, conservando para sí hasta el fin de sus días los de duque de Zaragoza y marqués de Miraflores, ambos con grandeza. Nació el 28 de noviembre de 1896 en Madrid, donde murió el 19 de mayo de 1990, y fue enterrado en su panteón del Monasterio de San Isidoro del Campo, en Santiponce (Sevilla).
Casó el 18 de julio de 1921 con Rosalía Blanca Rúspoli y Caro, su prima segunda, nacida en París el 5 de agosto de 1898 y finada en Madrid el 28 de junio de 1926, hija de Carlos Rúspoli y Álvarez de Toledo, III duque de la Alcudia y III de Sueca, XVII conde de Chinchón, tres veces grande de España, y de María del Carmen Caro y Caro, su primera mujer, de los condes de Caltavuturo.
Y contrajo segundas nupcias en Madrid el 25 de septiembre de 1935 con María del Rosario Mencos y Armero, su prima segunda y sobrina carnal de su madrastra, nacida en Sevilla el 6 de octubre de 1915 y fallecida en Madrid el 24 de diciembre de 2010, hija de Alberto Mencos y Sanjuán, VIII conde del Fresno de la Fuente, y de María de la Concepción Armero y Castrillo, de los marqueses del Nervión, naturales de Sevilla.
De la primera tuvo por hija a
1. María del Rosario Ignacia Álvarez de Toledo y Rúspoli, X marquesa de Casa Pontejos, grande de España, que nació en Madrid el 5 de noviembre de 1923 y falleció soltera en la misma villa el 12 de febrero de 2017, sucediéndole su hermano el actual titular.

Y de la segunda nacieron:
2. Íñigo Álvarez de Toledo y Mencos, XIII conde de Eril, grande de España, que nació primogénito en Lisboa en 1936 y falleció sin descendencia antes que su padre en Madrid el 14 de febrero de 1980. Le sucedió su hermano Alberto.
3. Manuel Álvarez de Toledo y Mencos, que sigue.
4. María de los Reyes Álvarez de Toledo y Mencos, XII Marquesa de San Felices de Aragón, mujer de Salvador Molina y Moreno. Con descendencia.
5. Alberto Álvarez de Toledo y Mencos, XIV conde de Eril, grande de España, IX marqués de Lazán. Casó con María de la Soledad Rodríguez-Ponga y Salamanca, nacida en Madrid el 26 de marzo de 1949, hija de Pedro Rodríguez-Ponga y Ruiz de Salazar y de Soledad de Salamanca y Laffitte, de los condes de Campo de Alange. Con prole.
6. Y Mariano de Fátima Álvarez de Toledo y Mencos, XI marqués de Cañizar.

##### Actual titular
Por real carta de 25 de julio de 1991, sucedió su hijo
• Manuel Álvarez de Toledo y Mencos, V duque de Zaragoza, VIII y actual marqués de Miraflores y X de Casa Pontejos, XIII conde de los Arcos, cuatro veces grande de España.
Casó en la ermita del Rosario de Chinchón, en mayo de 1970, con María Victoria González Quirino, hija de Luis Tuason González (Chito), embajador en Madrid de la República de Filipinas, y de Victoria Quirino y Syquía, su mujer (que en segundas nupcias casó con Francisco Delgado); nieta de Manuel J. González y de María de la Paz Tuason, y materna de Elpidio Quirino y Rivera, VI presidente de dicha República entre 1948 y 1953, y de Alicia Syquía. De este matrimonio tiene tres hijas:
1. Victoria Álvarez de Toledo y González,
2. María Álvarez de Toledo y González
3. y Lucía Álvarez de Toledo y González.